# Alejandro Cárdenas (atleta)
Manuel Alejandro Cárdenas Robles, conocido como Alejandro Cárdenas (n. Hermosillo, Sonora; 4 de octubre de 1974) es un ex atleta mexicano que ha competido tanto en pruebas de velocidad como en decatlón.

## Trayectoria
Tras formar parte del equipo mexicano de relevos 4×100 en los Juegos Olímpicos de Barcelona 1992 se decantó por el decatlón.
Consiguió una medalla de bronce en los Juegos Panamericanos de 1995 en decatlón y otro bronce como integrante del relevo 4×100.
En 1996, se pasó a la prueba de 400 m lisos, en la que participó en los Juegos Olímpicos de Atlanta 1996, y llegó a las semifinales, con un tiempo de 45.33 s.
En 1998 participó en los Juegos Centroamericanos y del Caribe, en la prueba de los 400 m lisos, en la cual consiguió una medalla de bronce.
En 1999 Alejandro participó en el Campeonato Mundial Indoor de Atletismo, en la prueba de los 400 m planos en el cual consiguió una medalla de bronce. Ese mismo año también participó en el Campeonato Mundial de Atletismo alcanzando un tercer lugar (dicha carrera coincidió con un inolvidable récord mundial que consiguió el norteamericano Michael Johnson), con su mejor marca personal de 44.31 segundos, cifra que no ha sido superada siendo el récord nacional mexicano y récord latinoamericano desde entonces.
Cuatro años después Alejandro participó en los Juegos Olímpicos de Atenas 2004, en la prueba de los 400 m lisos, corriendo 45.46 s en la primera ronda, y 45.64 s en las semifinales, en las cuales no avanzó.
En el 2005 Alejandro nuevamente participó en el Campeonato Mundial de Atletismo, en Helsinki, siendo eliminado en la primera ronda con un tiempo de 46.73 s.

## Palmarés
| Año  | Torneo                                            | Lugar                    | Resultado | Prueba            |
| ---- | ------------------------------------------------- | ------------------------ | --------- | ----------------- |
| 1995 | Juegos Panamericanos                              | Mar del Plata, Argentina | 3º        | Decatlón          |
| 1995 | Juegos Panamericanos                              | Mar del Plata, Argentina | 3º        | 4 x 100 m relevos |
| 1998 | Juegos Centroamericanos y del Caribe              | Maracaibo, Venezuela     | 3º        | 400 m             |
| 1999 | Campeonato Mundial de Atletismo en Pista Cubierta | Maebashi, Japón          | 3º        | 400 m             |
| 1999 | Campeonato Mundial de Atletismo                   | Sevilla, España          | 3º        | 400 m, 44.31 RP   |
| 1999 | Juegos Panamericanos de 1999                      | Winnipeg, Canadá         | 3º        | 400 m             |

### Mejores marcas personales
- 200 metros lisos - 20.63 s (1998).
- 400 metros lisos - 44.31 s (1999).
- Decatlón - 7614 pts (1996).

## En los medios
Alejandro aparece como estrella invitada en la serie de televisión mexicana El diván de Valentina como entrenador de atletismo de Valentina.
- Datos: Q179958